# مسابقه تا پایان کار

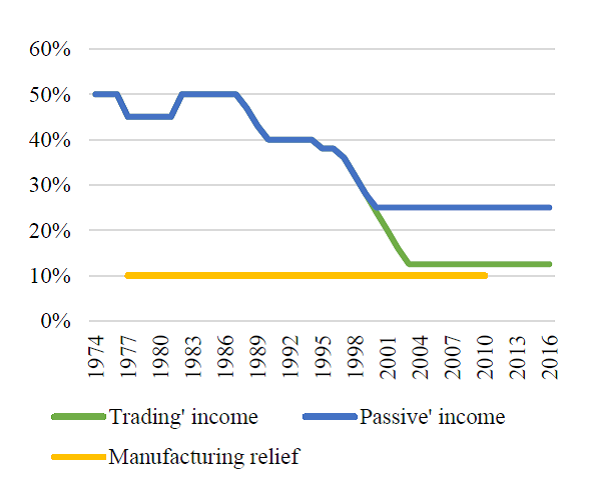
نرخ مالیات شرکت های ایرلندی (نرخ استاندارد، نرخ تولید، نرخ غیرفعال) از سال 1974 تا 2016؛ منبع از کمیسیون های درآمد ایرلند

مسابقه تا پایان کار (انگلیسی: Race to the bottom) در علم اقتصاد به مقررات‌زدایی دولتی از محیط کسب‌وکار و مالیات‌ها به منظور جذب یا نگه داشتن فعالیت‌های اقتصادی در مرزهای خود اشاره دارد. این پدیده، که پیامد جهانی‌سازی و تجارت آزاد است، معمولاً زمانی رخ می‌دهد که رقابت بر سر یک صنعت یا فعالیت تجاری خاص بین دولت‌ها افزایش یافته‌باشد.